# Forlì FC
Der Forlì Football Club ist ein italienischer Fußballverein aus Forlì. Der Verein wurde 1919 gegründet und trägt seine Heimspiele im Stadio Tullo Morgagni aus, das Platz bietet für 3.500 Zuschauer. Forlì FC spielte bisher zwei Jahre in der Serie B und ist derzeit in der Lega Pro, der dritthöchsten Spielklasse in Italien, zu finden.

## Geschichte
Der Forlì Football Club wurde im Jahre 1919 in Forlì, einer Stadt mit heutzutage ungefähr 120.000 Einwohnern in der Provinz Forlì-Cesena in der Region Emilia-Romagna gelegen, gegründet. Die ersten Jahre seines Bestehens verbrachte der Verein in regionalen Spielklassen, 1936 gelang schließlich der erstmalige Aufstieg in die Serie C, damals dritthöchste Spielklasse in Italien. Dort hielt sich der Verein, damals unter dem Namen AS Forlì bis zur kriegsbedingten Pause im Spielbetrieb von 1943 bis 1945 auf. 1945/46 nahm man an der Qualifikationsrunde zur Serie B teil und schaffte als Elfter der Girone C knapp den Sprung in die Zweitklassigkeit. Somit verbrachte der AS Forlì die erste Nachkriegsspielzeit des italienischen Fußballs in der Serie B. Dort konnte man allerdings nicht so recht mithalten und musste nach dem Ende aller Spieltage als Neunzehnter der Girone B den direkten Wiederabstieg in die dritte Liga hinnehmen. Auch dort wusste Forlì überhaupt nicht zu überzeugen und wurde nur ein Jahr nach dem Zweitligaabstieg direkt in die Promozione, damals vierthöchste Spielklasse, durchgereicht.
Nach zwei Jahren gelang die Rückkehr in die Serie C, aus der man jedoch weitere zwei Jahre später wieder abstieg. Es folgte nun ein Jahrzehnt Provinzfußball für den AS Forlì, ehe man 1958 in die Serie C zurückkehren konnte. Sieben Jahre später folgte der Wiederabstieg. Während der regionale Rivale AC Cesena einen steten Aufstieg erlebte, der den Klub mehrfach in die Serie A führte, pendelte der AS Forlì jahrelang zwischen Serie C und Serie D. Bis 1990 fand man den Klub entweder in der dritten oder vierten italienischen Liga. Nach dem Abstieg aus der Serie C2 in jenem Jahr ging Forlì in die Insolvenz und wurde zum ersten Mal neu gegründet. Relativ schnell schaffte der Verein danach die Rückkehr bis in die Serie C2, war aber mit Ende der Spielzeit 1996/97 und dem sportlichen Abstieg aus der vierten Liga erneut bankrott. Wieder wurde der Verein neu gegründet, startete im regionalen Fußball neu und kehrte schnell wieder in die Viertklassigkeit zurück. Doch wieder ereilten den Verein finanzielle Engpässe, die 2006 zur dritten Pleite führten.
Als Forlì Football Club neu gegründet, begann man in der Eccellenza Emilia-Romagna wieder neu. Nachdem 2010 der Aufstieg in die mittlerweile fünftklassige Serie D erzielt wurde, etablierte sich der Klub in dieser Liga und schaffte zwei Jahre später den Sprung zurück in die Lega Pro Seconda Divisione. Dort qualifizierte man sich als Neunter der Girone A nach gewonnenen Relegationsspielen gegen die AC Delta Porto Tolle Rovigo in der Saison 2013/14 für die reformierte dritte Liga in Italien, die nun unter dem Namen Lega Pro läuft.

## Erfolge
- Aufstieg in die Serie B: 1× (1945/46)

## Ehemalige Spieler
- Miguel Andreolo
- Corrado Benedetti
- Massimo Bonini
- Edmondo Fabbri
- Emanuele Giaccherini
- Franz Hansl
- Riza Lushta
- Moreno Mannini
- Gabriele Pin
- Sebastiano Rossi

## Ehemalige Trainer
- Zeffiro Furiassi